# Az-Zafir
Abu’l-Mansur Ismail ibn al-Hafiz (arabisch أبو المنصور إسماعيل بن الحافظ, DMG Abūʾl-Manṣūr Ismāʿīl ibn al-Ḥāfiẓ; * 23. Februar 1133; † 15. April 1154 in Kairo) war unter dem Herrschernamen az-Zafir bi-amri’llah (arabisch الظافر بأمر الله, DMG aẓ-Ẓāfir bi-amriʾllāh) der zwölfte Kalif der Fatimiden (1149–1154) und der zweiundzwanzigste Imam der Schia der Hafizi-Ismailiten.

## Leben
Prinz Ismail wurde nach dem Tod seines Vaters, Kalif al-Hafiz, am 10. Oktober 1149 vom leitenden Minister Salim ibn Masal unter dem Herrschernamen aẓ-Ẓāfir bi-amriʾllāh („der auf Gottes Geheiß Siegreiche“) zum neuen Kalif proklamiert. Zu diesem Zeitpunkt war er siebzehn Jahre alt und außerdem der jüngste unter den überlebenden Söhnen des al-Hafiz. Er sollte zeit seiner kurzen Regentschaft nur eine Marionette in der Hand der mächtigen Heeresoffiziere und Minister bleiben und wurde von ihnen von der Staatsführung ferngehalten.
Die schon unter seinem Vater vorherrschende Anarchie in Ägypten setzte sich auch unter az-Zafir fort. Der zuerst von ihm zum Wesir ernannte Salim wurde im Januar 1150 vom Statthalter von Alexandria Ibn as-Sallar aus Kairo vertrieben, worauf der Kalif diesen zum neuen Wesir ernennen musste. Zwischen dem Kalif und seinem neuen Wesir bestand eine gegenseitige Abneigung und jeder befürchtete zum Ziel eines Attentats des jeweils anderen zu werden. Schon am 27. Januar 1150 kam der Wesir einem Anschlag der Pagen des Kalifen zuvor und konnte dies zum Vorwand einer Säuberungsaktion am Hof zu Kairo nehmen, indem die meisten der Parteigänger des Kalifen beseitigt wurden. Ibn as-Sallar selbst war Sunnit und betrachtete sich fortan als eigentlicher Herrscher (sulṭān) in Ägypten, was er durch die Annahme des Titels al-Malik al-ʿĀdil („der gerechte Fürst“) unterstrich. Um die zunehmend gegen Ägypten drängenden Franken des Königreichs Jerusalem in einen Zweifrontenkrieg zu verwickeln suchte er das Bündnis mit den Zengiden in Syrien. Dennoch ging im Spätjahr 1153 mit Askalon (siehe Belagerung von Askalon) die letzte Festung der Fatimiden in Palästina an die Kreuzfahrer verloren. Der Wesir-Sultan hat dies schon nicht mehr erlebt; er ist am 2. April 1153 einem Attentat zum Opfer gefallen, dessen Anstifter Kalif az-Zafir gewesen sein soll. Neuer Wesir wurde der Stiefsohn des Opfers, Abbas.
In der Nacht des 15. April 1154 ist schließlich az-Zafir selbst einem Mordanschlag zum Opfer gefallen. Über die Hintergründe der Tat liegen zwei voneinander abweichende Darstellungen vor. Der später als Chronist berühmt gewordene syrische Diplomat Usama ibn Munqidh, der ein Freund des Ibn as-Sallar war, berichtete, dass der Wesir Abbas den Befehl zum Mord am Kalifen erteilt habe. Aber den Überlieferungen einiger ägyptischer Chronisten folgend soll Usama selbst die treibende Kraft hinter der Tat gewesen sein, indem er die homoerotische Beziehung des Kalifen zum Sohn des Wesirs publik gemacht habe. Dieser Sohn, Nasr, soll einst aus Liebe zum Kalifen den Mord an Ibn as-Sallar begangen haben. Nachdem Nasr nun aber seine Ehre öffentlich befleckt sah, soll ihm Usama eingeredet haben, nur durch den Mord am Liebhaber könne diese wieder rein gewaschen werden. Als der Kalif schließlich in der Nacht des 15. April 1154 den jungen Nasr in dessen Schlafgemach aufsuchte, sei er dort von dessen bereitstehenden Helfern erwartet und umgebracht wurden; seine Leiche wurde in eine Zisterne geworfen.
Nach einem Massaker an den erwachsenen Prinzen der Fatimiden proklamierte Wesir Abbas den fünfjährigen Prinzen Isa unter dem Namen al-Fa'iz († 1160) zum neuen Kalifen. Schon Ende Mai 1154 wurden Abbas und seine Familie von Tala'i ibn Ruzzik aus Kairo vertrieben, welcher den Leichnam des az-Zafir bergen und ordnungsgemäß bestatten ließ. Dessen Liebhaber und Mörder wurde auf der Flucht beim Durchqueren des Königreichs Jerusalem von den Franken ergriffen und an Kairo ausgeliefert, der dort öffentlich grausam zu Tode gepeinigt wurde.